# (7319) Katterfeld
(7319) Katterfeld (1976 SA6) – planetoida z pasa głównego asteroid okrążająca Słońce w ciągu 3,37 lat w średniej odległości 2,25 j.a. Odkryta 24 września 1976 roku.